# Sylwester Ambroziak
Sylwester Ambroziak (Łowicz, 14 april 1964) is een Pools beeldhouwer. Zijn werk wordt in binnen- en buitenland geëxposeerd.

## Biografie
Ambroziak studeerde beeldhouwkunst aan de Academie van Schone Kunsten in Warschau. Hij behoort tot de generatie van Poolse kunstenaars die een belangrijke stempel op de jaren tachtig plaatste.
Hij beeldt in vervormde gedaante zowel mannelijke, vrouwelijke als ook hybride figuren uit, waarbij het menselijk lichaam voor hem een wezenlijk deel van de realiteit vormt. Deze situeert hij alleen of in paren, met zowel een gevoel voor humor als een dramatisch gevoel voor het lot. Zijn werk is het resultaat van zijn jarenlange zoektocht naar een vorm die naar zijn beleving het beste aansluit bij zijn temperament. Hij maakt daarbij geregeld een verbinding naar primitieve kunst en laat zich hierin inspireren door kunst uit Afrika en het Amazonegebied die volgens hem altijd een diepe betekenis heeft.
Ambroziaks werk wordt vertoond in museums in Radom, Toruń, Poznań en Warschau in Polen, en tevens in Herrnhut in Duitsland en Wenen in Oostenrijk. Verder maakt zijn werk deel uit van privécollecties. Hij exposeert in eigen land en erbuiten, zoals in Litouwen, Duitsland, Oostenrijk, Frankrijk, Luxemburg en Canada.

## Galerij
|  |  |

- Gemeinsame Normdatei: 124348890
- International Standard Name Identifier: 0000 0001 1492 0404
- Library of Congress Control Number: n2002014454
- Nationale Bibliotheek van Letland: 000259411
- Virtual International Authority File: 55966848
- WorldCat: E39PBJvXhcJw6xK98wxP87hPwC